# Rejon borysowski
Rejon borysowski (biał. Барысаўскі раён) – rejon w centralnej Białorusi, w obwodzie mińskim.